# Otto Rantzau (diplomat)
 Der er flere personer med dette navn, se Otto Rantzau.
Otto Carl Josias rigsgreve Rantzau (1. juni 1809 på Ziegenhain – 3. maj 1864 i Dresden) var en holstensk diplomat i dansk og preussisk tjeneste, bror til Ernst Rantzau.
Han var søn af overpræsident i Kiel, rigsgreve Christian Ditlev Carl Rantzau og blev student 1826. Han studerede retsvidenskab ved universitetet der, men måtte som en følge af øjensvaghed opgive studiet; han opholdt sig derpå tre år i Paris, hvor han med iver dyrkede det franske sprog. Rantzau ansattes 1833 som attaché ved det danske gesandtskab i Paris, blev 1836 legationssekretær i Sankt Petersborg og 1840 fungerende chargé d'affaires sammesteds. 1841 udnævntes Rantzau til gesandt ved det russiske hof, hvilken stilling han beklædte indtil november 1846.
Rantzau var altså det danske monarkis diplomatiske repræsentant i Sankt Petersborg, da den offentlige mening i hele Tyskland kom i så stærk ophidselse i anledning af Christian VIII's åbne brev af 8. juli 1846 angående arvefølgen i monarkiets lande. Han overrakte den russiske udenrigsminister, grev Nesselrode, nævnte aktstykke og indledede med ministeren de underhandlinger, der førte til den russiske depeche af 3. august 1846, hvori det russiske kabinet i realiteten tiltrådte det åbne brevs indhold, men tvivlede om betimeligheden af dets offentliggørelse. Men da han begyndte at tvivle om rigtigheden af den danske regerings politik over for Hertugdømmerne, trådte han tilbage fra diplomatiet. Fra 1847-57 var han provst for det adelige frøkenkloster i Uetersen og levede derpå i henved tre år som privatmand i Kiel. 1860 gik han i preussisk statstjeneste og blev gesandt i Dresden. Rantzau fik 1840 titlen kammerherre og dekoreredes 1842 med Dannebrogordenens Kommandørkors.
Han ægtede 31. august 1844 Julie Louise Frederikke komtesse Rantzau, gift Reventlow (24. juli 1808 i Itzehoe – 9. december 1894 i Kiel), senere hofdame hos prinsesse Caroline Amalie, enke efter Heinrich greve Reventlow (1796-1841), datter af rigsgreve, senere gehejmekonferensråd Carl Emil Rantzau (1775-1857, gift 2. gang 1813 med Benedicte Louise von Witzleben, 1787-1874) og komtesse Emilie Hedevig Caroline Bernstorff (1777-1811).
Otto Rantzau døde 3. maj 1864 i Dresden, hvor han er begravet.